# Neosebastidae
I Neosebastidae sono una famiglia di pesci ossei marini appartenenti all'ordine Scorpaeniformes.

## Distribuzione e habitat
La famiglia è endemica dell'Indo-Pacifico sia tropicale che subtropicale e temperato (ad esempio Nuova Zelanda e Giappone). Sono pesci relativamente costieri che raramente si trovano a profondità maggiori a poche centinaia di metri. Popolano sia fondi sabbiosi che duri.

## Descrizione
L'aspetto di questi pesci ricorda molto da vicino quello degli Scorpaenidae. Sono presenti ghiandole velenifere alla base dei raggi spinosi delle pinne.
Sono pesci di piccola taglia, la lunghezza massima, raggiunta da Neosebastes pandus, è di 50 cm.

## Specie
- Genere Maxillicosta
  - Maxillicosta lopholepis
  - Maxillicosta meridianus
  - Maxillicosta raoulensis
  - Maxillicosta reticulata
  - Maxillicosta scabriceps
  - Maxillicosta whitleyi
- Genere Neosebastes
  - Neosebastes bougainvillii
  - Neosebastes capricornis
  - Neosebastes entaxis
  - Neosebastes incisipinnis
  - Neosebastes johnsoni
  - Neosebastes longirostris
  - Neosebastes multisquamus
  - Neosebastes nigropunctatus
  - Neosebastes occidentalis
  - Neosebastes pandus
  - Neosebastes scorpaenoides
  - Neosebastes thetidis[2]